# Tilstone Fearnall
Tilstone Fearnall est un village du Cheshire, en Angleterre.